# Ann Dowd
Ann Dowd, född 30 januari 1956 i Holyoke, Massachusetts, är en amerikansk skådespelare.
Dowd har bland annat medverkat i filmerna The Exorcist: Believer och Skönheten i allt. Hon har även medverkat i TV-serien The Handmaid's Tale.

## Filmografi (i urval)
- 1990 – Gifta på låtsas
- 1993 – Philadelphia
- 1997 – All Over Me
- 1998 – Sommardåd
- 2004 – Garden State
- 2004 – The Manchurian Candidate
- 2006 – Flags of Our Fathers
- 2012 – Möhippan
- 2013–2014 – Masters of Sex (TV-serie)
- 2014–2017 – The Leftovers (TV-serie)
- 2016 – Skönheten i allt
- 2017–2022 – The Handmaid's Tale (TV-serie) (TV-serie)
- 2018 – Hereditary
- 2023 – The Exorcist: Believer
- 2024 – Terminator Zero (TV-serie) (röst)